# Sapromyza erimae
Sapromyza erimae är en tvåvingeart som beskrevs av Kertesz 1900. Sapromyza erimae ingår i släktet Sapromyza och familjen lövflugor. Inga underarter finns listade i Catalogue of Life.